# والسپار
والسپار(به انگلیسی: Valspar) شرکت شیمیایی آمریکایی و فعال در زمینه رنگ و رزین‌های صنعتی است. این شرکت دارای بیش از ١٠٠٠٠ نفر پرسنل در بیش از ۲۶ کشور جهان است. این شرکت در سال ١٨٠٦ میلادی تاسیس و دفتر مرکزی آن در بوستون آمریکا واقع است. والسپار بر اساس رده بندی بزرگترین شرکت‌های رنگ ساز جهان در سال ۲۰۱۳، با فروش بیش از ۴٫۰۳ میلیارد دلار رتبه ششم را به خود اختصاص داد.

## نمایندگی رسمی در ایران
در سال ٢٠٢١ این شرکت رنگسازی شعبه ۲۶ خود را به ایران واگذار نمود.تا تمامی محصولات والسپار تحت لیسانس والسپار آمریکا در داخل ایران تولید و عرضه شود. 

## گارانتی محصولات والسپار
تمامی شعبه های والسپار در جهان رنگ های فروخته شده به مشتری خود را مورد گارانتی تضمینی قرار می دهند. در واقع اگر رنگی را که از این شرکت خریداری کرده باشید با یک رنگ اورجینال شرکتهای معروف دنیا، دارای کیفیت ضعیف تری باشد، آن ها به شما یک قوطی رایگان نیز از همان اهدا می کنند. برند والسپار برای افرادی که همیشه به کیفیت رنگ های فروخته شده مشکوک می باشند، بسیار مفید است. 